# Parafia Wniebowzięcia Najświętszej Maryi Panny w Niegowici
Parafia Wniebowzięcia NMP w Niegowici – parafia rzymskokatolicka archidiecezji krakowskiej, wchodząca w skład dekanatu Niegowić.
Jedna z najstarszych parafii w Małopolsce. Funkcję wikariusza i katechety pełnił w niej w latach 1948–1949 Karol Wojtyła. 
W kaplicy kościoła znajduje się symboliczny grób Jana Pawła II będący kopią prawdziwego w Watykanie.